# Paromarteon mutabile
Paromarteon mutabile is een keversoort uit de familie vuurkevers (Pyrochroidae). De wetenschappelijke naam van de soort is voor het eerst geldig gepubliceerd in 1897 door Blackburn.